# Adalelme de Troyes
Adalelme, mort le 8 avril 894, fut comte de Troyes de 886 à 894.

## Famille et descendance
Il est un fils d'Émenon, comte de Poitiers, et de son épouse alliée à la famille de Troyes, robertienne ?[réf. nécessaire].
Il ne semble pas avoir d'enfants de son épouse Ermengarde (mariage avant février 893 ou 892). Mais une fille d'Adadelme nommée Leutgarde aurait peut-être épousé le comte Herbert Ier de Vermandois.

## Biographie
Le 14 juin 877  il est de ceux notés comme s'engageant envers l'empereur Charles II le Chauve à soutenir le fils de ce dernier.
Il succède à son oncle maternel Robert Ier, comte de Troyes en 886. En 891, il organise le transfert de l'abbaye de Saint-Loup à l'intérieur des murs de la ville.[réf. nécessaire] En 892 ou 893, il confirme la donation du domaine de Chaource faite par son oncle Robert à l'abbaye Saint-Pierre de Montiéramey.
En 894, il attaque Aurillac avec son frère Adémar, comte de Poitiers, mais il est capturé et meurt 14 jours après, prisonnier à Turenne.
Richard le Justicier, duc de Bourgogne, profite des troubles qui suivirent sa mort pour s'emparer du comté de Troyes.